# Nicolás de Jesús María
Fray Nicolás de Jesús María fue un religioso carmelita nacido en Sevilla, España, durante los últimos años del reinado de Carlos II. Sus padres fueron Francisco Sánchez Risco y María de Merino, quienes lo llamaron Nicolás Sánchez Risco y Merino. 
Fue un predicador reconocido por sus sermones que, además de impresos, fueron elogiados en los pareceres de otras autoridades eclesiásticas de la época. Además fue prior de Orizaba, Oaxaca, Puebla y de la Ciudad de México. 

## Vida
A principios del siglo XVIII, fray Nicolás de Jesús María llegó a las Indias, como se conocía también al territorio americano. Después de un año como novicio recibió el hábito del Carmen en el convento de Puebla de manos de fray Bartolomé de San Joaquín el 1 de abril de 1708. Profesó en el Convento de los Remedios de Puebla para ser trasladado al colegio capitular de Santa Ana en 1715.
En 1717, fray Nicolás estuvo en varios conventos hasta llegar al de San Sebastián en México. En 1720 entró al colegio de teología y tres años después obtuvo el cargo de lector de teología. Este puesto fue de gran importancia ya que en un trienio sólo había uno o dos lectores. 

### Predicador
Para el año de 1725 fray Nicolás regresó al convento de San Sebastián. El 11 de noviembre de ese mismo año predicó por primera vez su sermón "La Mano de los Cinco Señores" con el que comenzó a ganar popularidad debido a su habilidad para la oratoria. Posteriormente sus sermones fueron impresos, la mayoría de ellos en México. Algunos de sus sermones fueron escritos en honor a Santa Teresa.

### Funcionario
Su fama como predicador lo impulsó a ocupar algunos cargos de gobierno como la presidencia del Hospicio de Guadalajara en 1728.

## Fundación del Carmen en San Luis Potosí
En 1735, fray Nicolás y su compañero Fray José de la Asunción visitaron San Luis Potosí para la fundación del Templo de Nuestra Señora del Carmen. El 23 de febrero de 1749 colocó la primera piedra para su construcción. Fray Nicolás fue el primer carmelita en San Luis Potosí, donde ganó popularidad debido a sus sermones. Después de la fundación del templo, regresó a la Ciudad de México para continuar predicando sus sermones en el convento de San Sebastián. De estos, "La Cátedra" es el último impreso del que se tiene conocimiento.

## Sermones

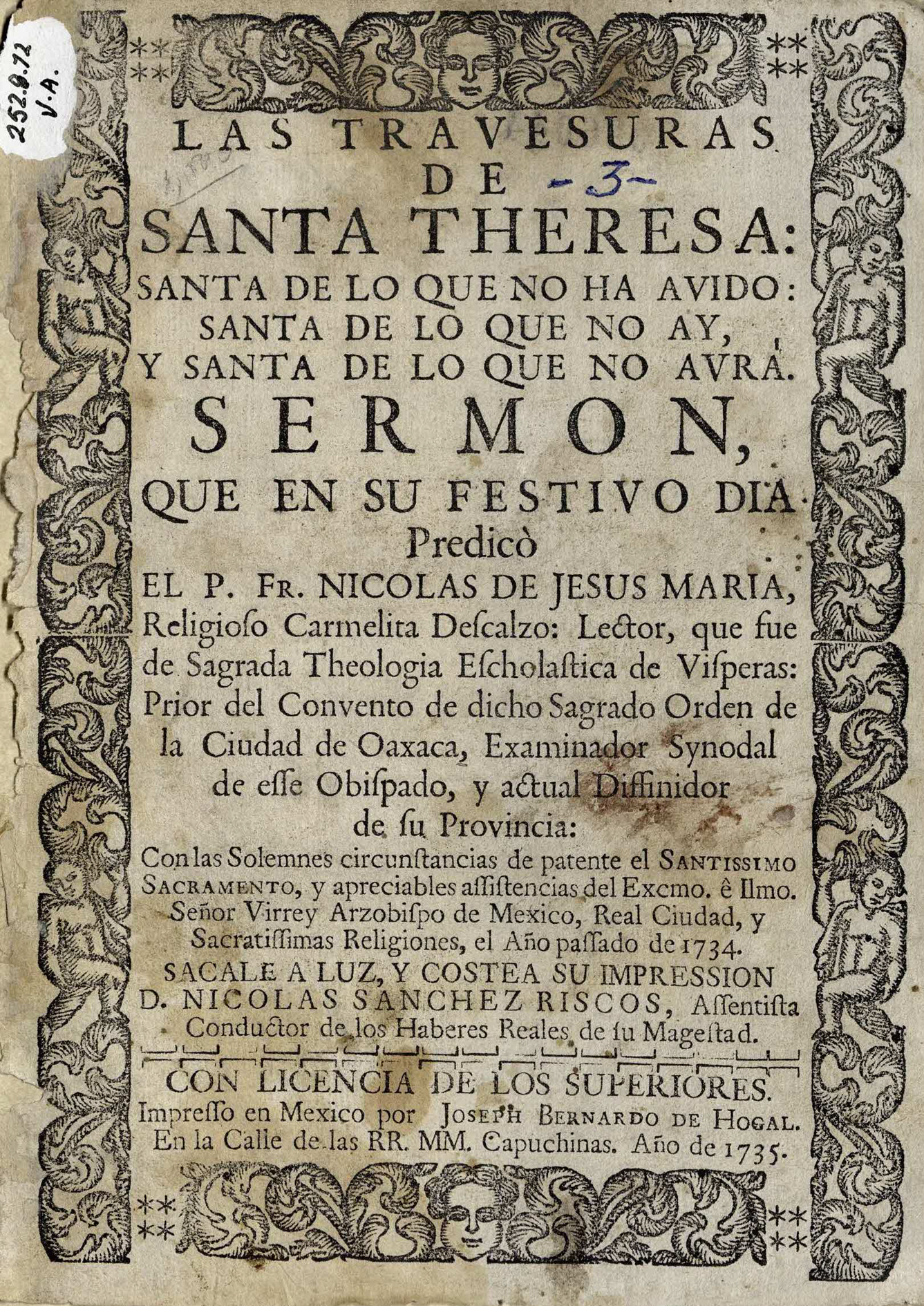
Las travesuras de Santa Teresa.

Estos son algunos de los sermones conocidos de fray Nicolás de Jesús María:
- La Mano de los Cinco Señores.
- El Christus.
- Lo más de la santificación del señor San José, santificado antes de nacer a los siete meses de concebido para nacer santificado, y ser padre estimativo de Cristo, y esposo castísimo de la reina de los ángeles.
- La santidad en un breve, por un breve de su santidad declarada, en tres breves discurrida.
- El paño de lágrimas de Oaxaca.
- Las llaves de la sabiduría, llaves de la iglesia.
- Babel mejorada en Torres.
- El pretendido, empeños de la santidad y desposorios de San Ignacio de Loyola con Santa Teresa de Jesús.
- El codicioso y codiciado, santo a pedir de boca, codiciado por boca de los santos.
- Las Travesuras de Santa Teresa.
- El  moral más bien injerto.
- El escudo de armas del claro linaje de la antigua casa de los Toledos, mejorado el de la nobleza terrena en el de la hidalguía religiosa.
- El para siempre de Santa Teresa.
- La Santidad Derramada, derrames de la santidad que entra y derrames de la santidad que sale.
- La cátedra en concurso de opositores.

Se le debe a José Mariano Beristáin y Souza el conocimiento de la obra de Fray Nicolás de Jesús y María. Es probable que de no ser por él, la obra del religioso habría pasado desapercibida.